# Cosmosoma zurcheri
Cosmosoma zurcheri là một loài bướm đêm thuộc phân họ Arctiinae, họ Erebidae.